# 4179 토타티스
4179 토타티스는 아폴로군과 알린다군에 속하는 소행성이며, 화성 횡단 소행성이기도 하다. 목성 궤도와 3:1 공명에 있기 때문에 무질서한 궤도를 그린다. 1989년 1월 4일 크리스티앙 폴라스가 발견하였고, 켈트 신화에 나오는 갈리아의 전쟁신에서 이름을 따왔다.
전파로 얻은 토타티스의 영상은 두 개의 둥그런 덩어리가 연결되어 있는 듯 보인다. 장축의 길이는 약 4.6 킬로미터이고, 자전축이 관성주 축의 방향과 일치하지 않는 대표적인 소행성이다.

## 갤러리

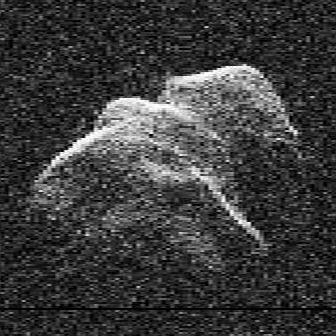
1996년 NASA 화상
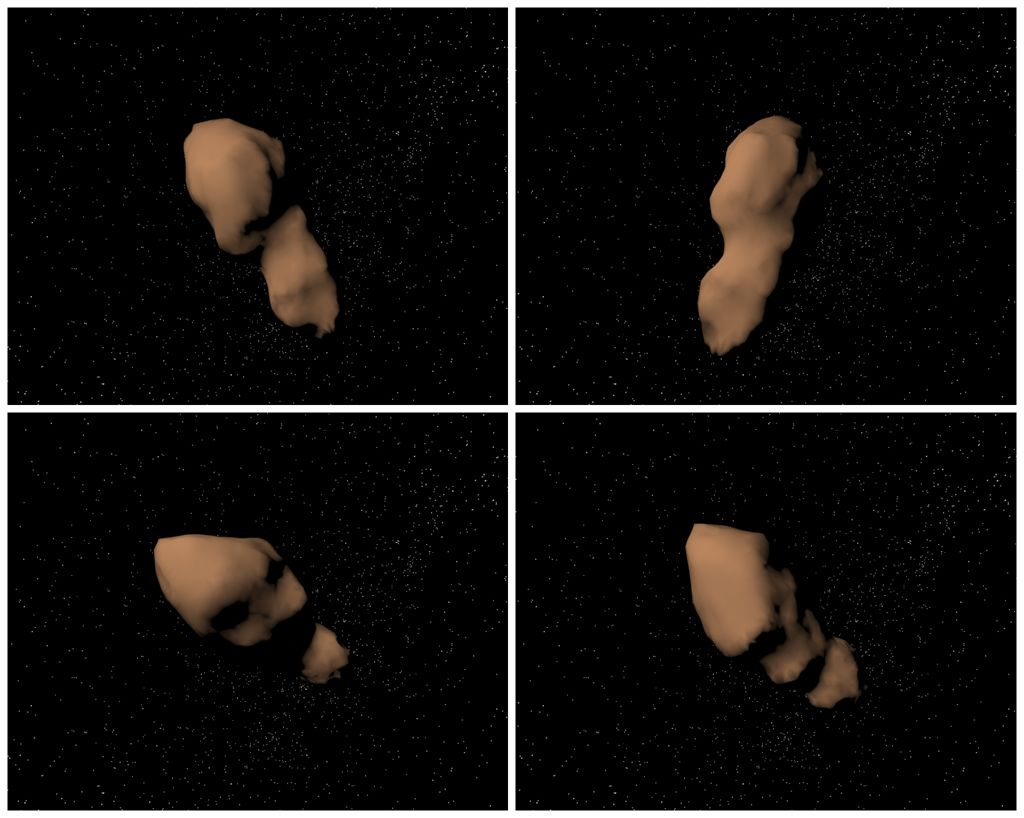
토타티스의 3차원 모형

## 같이 보기
- 우주선이 방문한 소행성체와 혜성 목록